# Sint-Nicolaas (tijdschrift)
Sint-Nicolaas was een Nederlands tijdschrift voor kinderen van zes tot twaalf jaar dat werd uitgegeven tussen 1894 en 1900.
Het maandblad Sint-Nicolaas bevatte veel korte verhalen uit de belevingswereld van kinderen. Ook de inhoud van de gedichten had opvoedkundige onderwerpen als het omgaan met dieren, het spelen met poppen en stout zijn. 
De rubrieken als raadsels, correspondentie en wedstrijden stonden op oranje inlegvellen. In elk blad zat een paginagrote gekleurde illustratie. De gebruikte illustraties kwamen veelal uit het buitenland. Bij de jaarlijkse ‘weldadigheidswedstrijden’ moesten de lezers handwerk en knutselwerk opsturen naar zieke kinderen. 
Tot de schrijfsters voor het blad behoorden Christine Doorman en Titia van der Tuuk.